# Friedrich, Duce de Schleswig-Holstein-Sonderburg-Glücksburg
Friedrich de Schleswig-Holstein-Sonderburg-Glücksburg (23 octombrie 1814 – 27 noiembrie 1885) a fost al treilea Duce de Schleswig-Holstein-Sonderburg-Glücksburg. Friedrich a fost al doilea fiu al lui Friedrich Wilhelm, Duce de Schleswig-Holstein-Sonderburg-Glücksburg și a Prințesei Louise Caroline de Hesse-Kassel și fratele mai mare al regelui Christian al IX-lea al Danemarcei. Friedrich a moștenit titlul de Duce de Schleswig-Holstein-Sonderburg-Glücksburg după moartea fratelui său Karl la 14 octombrie 1878.

## Căsătorie și copii
Friedrich s-a căsătorit cu Prințesa Adelheid de Schaumburg-Lippe, a doua fiică a lui George Wilhelm, Prinț de Schaumburg-Lippe și a soției acestuia, Prințesa Ida de Waldeck și Pyrmont, la 16 octombrie 1841 la Bückeburg, Schaumburg-Lippe. Friedrich și Adelheid au avut cinci copii:
- Prințesa Marie Karoline Auguste Ida Luise de Schleswig-Holstein-Sonderburg-Glücksburg (27 februarie 1844 – 16 septembrie 1932)
- Friedrich Ferdinand Georg Christian Karl Wilhelm, Duce de Schleswig-Holstein (12 octombrie 1855 – 21 ianuarie 1934)
- Prințesa Luise Karoline Juliane de Schleswig-Holstein-Sonderburg-Glücksburg (6 ianuarie 1858 – 2 iulie 1936)
- Prințesa Marie Wilhelmine Luise Ida Friederike Mathilde Hermine de Schleswig-Holstein-Sonderburg-Glücksburg (31 august 1859 – 26 iunie 1941)
- Prințul Albrecht Christian Adolf Karl Eugen de Schleswig-Holstein-Sonderburg-Glücksburg (15 martie 1863 – 23 aprilie 1948)